# Premio Bindi
Il Premio Bindi (formalmente Premio Bindi di Santa Margherita Ligure) è un premio e festival musicale che si svolge a Santa Margherita Ligure dal 2005; è considerato "uno dei più importanti concorsi italiani dedicati alla canzone d'autore".

## Descrizione
Il premio e il relativo festival nasce nel 2005 da un'idea di Bruno Lauzi e Giorgio Calabrese e dalla collaborazione tra il comune di Santa Margherita Ligure, la Regione Liguria e l'Associazione Culturale Le Muse Novae, in onore del cantautore Umberto Bindi da poco scomparso e avente come tema principale la musica d'autore.
Nel corso degli anni hanno vinto il premio diverse persone poi o già affermatesi nel campo musicale nazionale: Federico Sirianni (2006), Roberto Amadè (2010), Zibba (2011), Fabrizio Casalino (2012), Equ (2013), Gabriella Martinelli (2015) e Mirkoeilcane (2016). È stato successivamente istituito anche un premio alla carriera, che nel 2023 è andato a Neri Marcorè.
Nel corso della premiazione vengono anche assegnati la Targa "Giorgio Calabrese" per il miglior autore e la Targa "Beppe Quirici" per il miglior arrangiamento.
Il Premio Bindi 2023 è andato alla genovese Irene Buselli.

## Albo d'oro
- 2005: Lomè
- 2006: Federico Sirianni (2006)
- 2007: Chiara Morucci
- 2008: Paola Angeli
- 2009: Piji
- 2010: Roberto Amadè
- 2011: Zibba
- 2012: Fabrizio Casalino
- 2013: Equ
- 2014: Cristina Nico
- 2015: Gabriella Martinelli
- 2016: Mirkoeilcane
- 2017: Roberta Giallo
- 2018: Lisbona
- 2019: Micaela Tempesta
- 2020: Luca Guidi
- 2023: Irene Buselli
- 2024: Santoianni